# Papiermühle Niederzwönitz
Die Papiermühle Niederzwönitz befindet sich in Niederzwönitz und wurde 1568 erstmals urkundlich erwähnt. Es ist die einzige erhaltene Papiermühle des Erzgebirges und die älteste noch bestehende Papiermühle in Deutschland. Als Zulieferer der örtlichen Bergverwaltung und Vertreter zahlreicher weiterer nicht mehr erhaltener Papiermühlen im Erzgebirge, wird die Papiermühle als Denkmal und seit 2019 als assoziiertes Objekt des UNESCO-Weltkulturerbes Montanregion Erzgebirge/Krušné hory geführt. Im unmittelbaren Umfeld existierte bereits seit 1545 die Papiermühle Zwönitz.

## Beschreibung
Das Denkmalensemble besteht aus dem Hauptgebäude, einem zweigeschossigen Fachwerkbau auf hakenförmigem Grundriss, dem Betriebsgraben und einem, heute für museumspädagogische Zwecke genutzten, steinernen Nebengebäude. Der nördliche Annex des Hauptgebäudes überspannt den Betriebsgraben. Das schiefergedeckte Dach ist als doppelter Trockenboden angelegt. Hölzerne Jalousien ermöglichen die Belüftung der früheren Trockenräume. Das Dach des Südteiles wird bekrönt von einer schmiedeeisernen Wetterfahne, die die Jahreszahl 1868 und den Namen Käferstein trägt. Die Wetterfahne auf dem Nordteil des Gebäudes in Form eines Tritonen wurde 2022 nach historischer Vorlage rekonstruiert. Die Produktionsräume beinhalten den in weiten Teilen funktionsfähigen Maschinenpark der Pappenfabrik Reinhard Wintermann. Den Kern der Produktionsreihe bildet eine Pappenmaschine aus der Mitte des 19. Jahrhunderts. Holländer, Kollergang, Kugelkocher, Nasspresse und Generatorenraum entstanden zu Beginn des 20. Jahrhunderts und spiegeln die Produktionsbedingungen in einer frühindustriellen Pappenfabrik wider. Die jüngsten Maschinen sind eine Tafelschere aus dem Jahr 1934 und ein Walzwerk aus dem Jahr 1938. Die ehemaligen Wohnräume der Fabrikbesitzer befinden sich im ersten Obergeschoss des nördlichen Gebäudeteils. Im Rahmen der musealen Nutzung des Denkmals können der Produktionsprozess und die Lebensumstände der Pappenfabrikanten in den 1930er Jahren nachvollzogen werden.

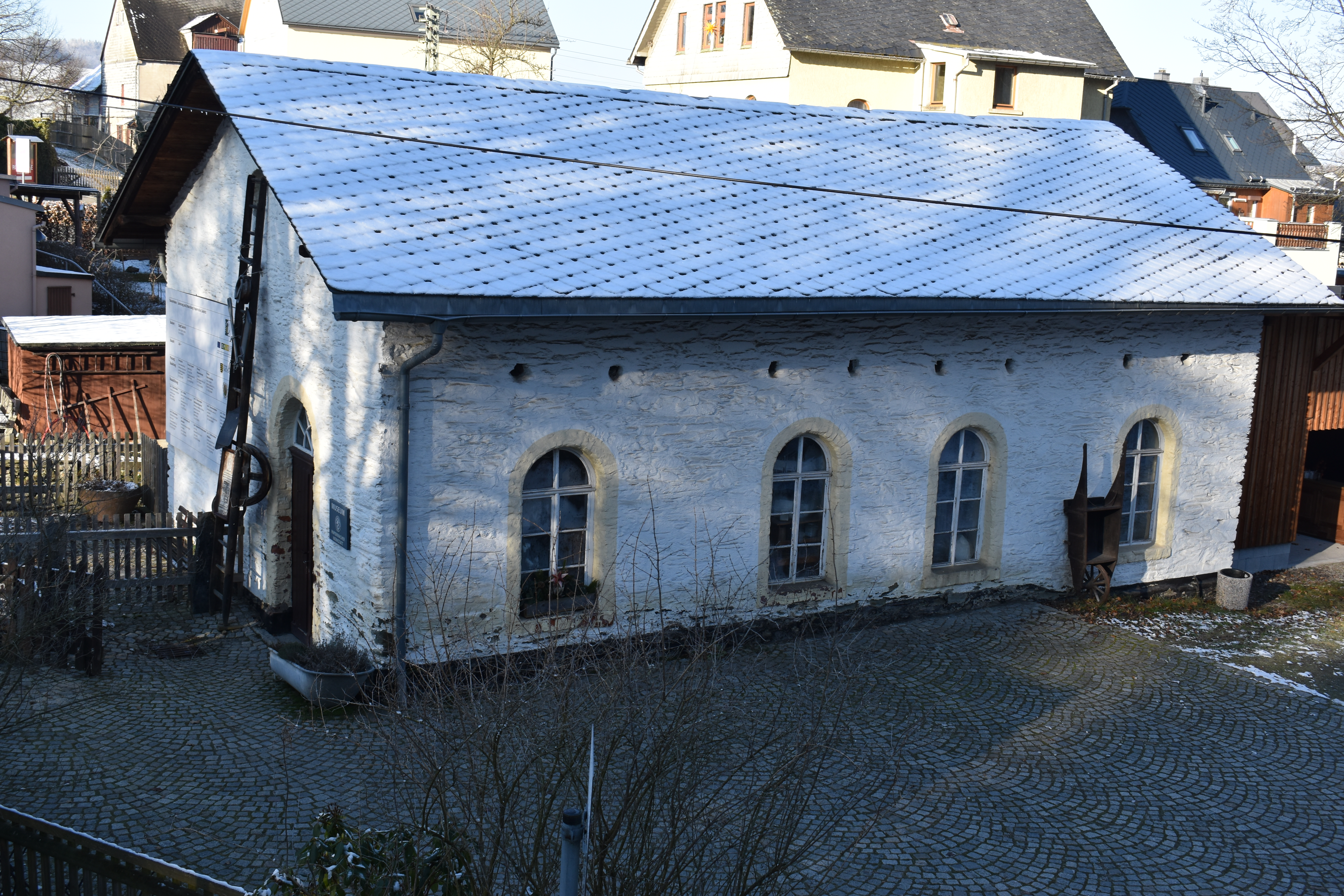
Das 1872 als Trockenschuppen errichtete Nebengebäude
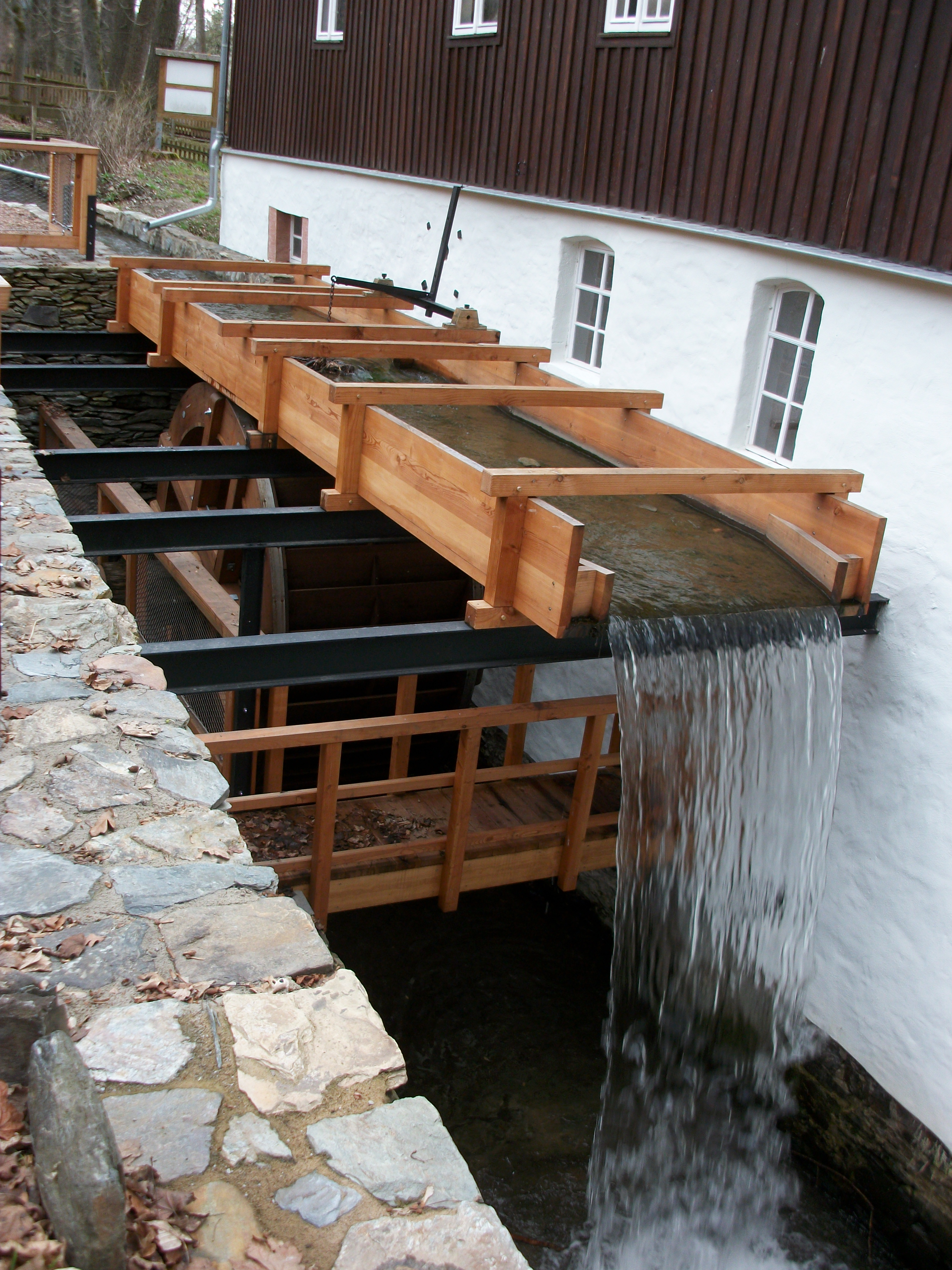
Gebäuderückseite mit Wasserbett und oberschlächtigem Wasserrad, 2018 erneuert
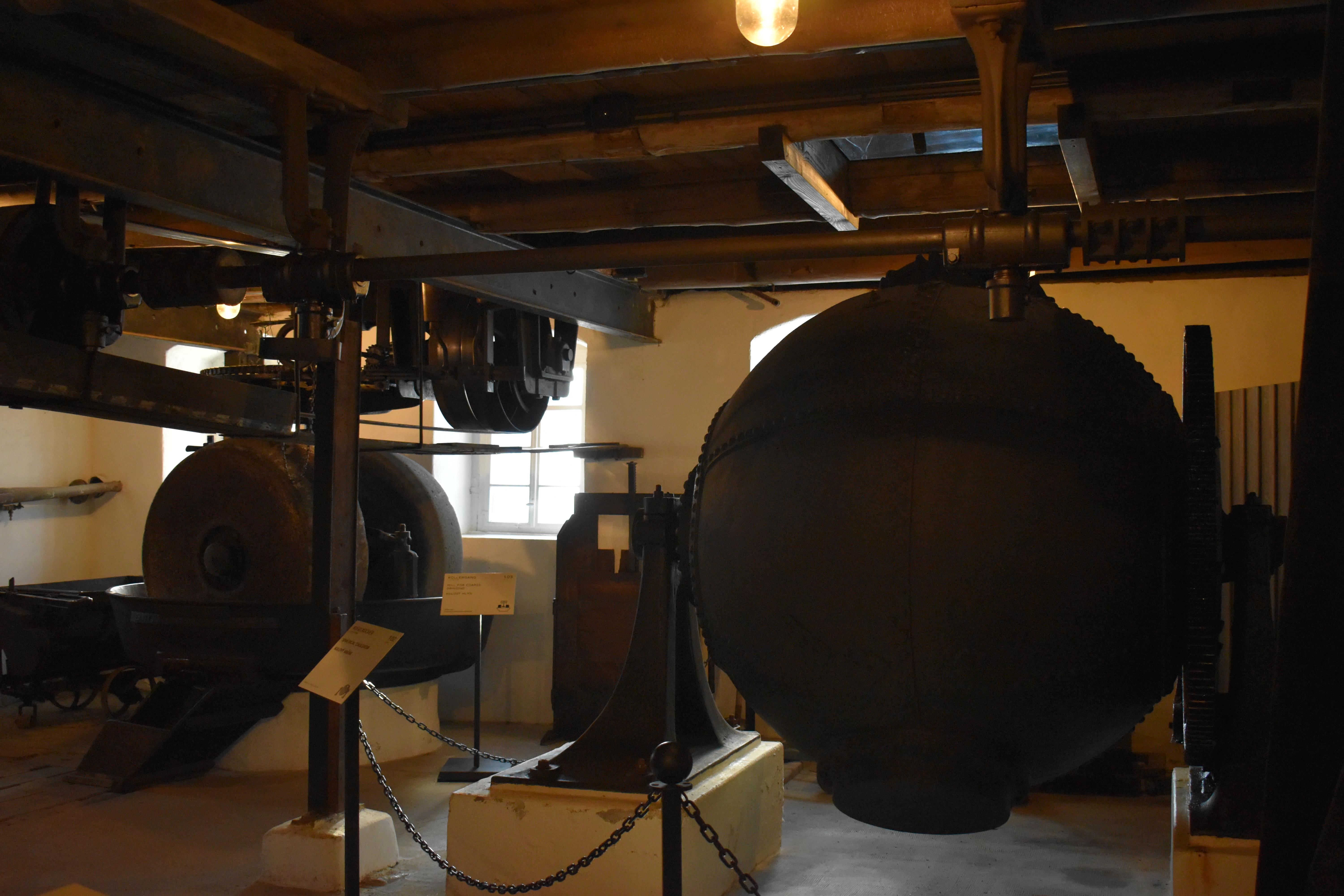
Blick in den sogenannten Geschirrsaal mit Kollergang und Kugelkocher

## Geschichte

### Gründung
Die erste urkundliche Erwähnung der Niederzwönitzer Papiermühle findet sich im Zusammenhang mit einem Landkauf im Gerichtsbuch der Stadt Zwönitz für das Jahr 1568. Als Besitzer wird Barthel Abt genannt. Zwischen 1610 und 1615 taucht die Papiermühle erstmals auf einem Riss des kursächsischen Kartographen und Landvermessers Balthasar Zimmermann auf. Für das Jahr 1620 ist der Kauf eines an das Mühlengrundstück angrenzenden Angers zur Anlage des in seinem Verlauf bis heute erhaltenen Mühlgrabens und eines Wehrteiches durch Barthels Sohn Hans Abt belegt. 1624 wurde die Mühle wegen der Unachtsamkeit eines Gesellen durch einen Brand zerstört und musste infolgedessen von Grund auf neu errichtet werden. Berichtet wird hierüber in einer Leichenpredigt für den in Niederzwönitz geborenen Albin Abt, ab 1658 selbst Inhaber einer Papiermühle in Lehesten. Bis 1660 blieb die Niederzwönitzer Mühle im Besitz der Familie Abt.

### Von 1660 bis 1840

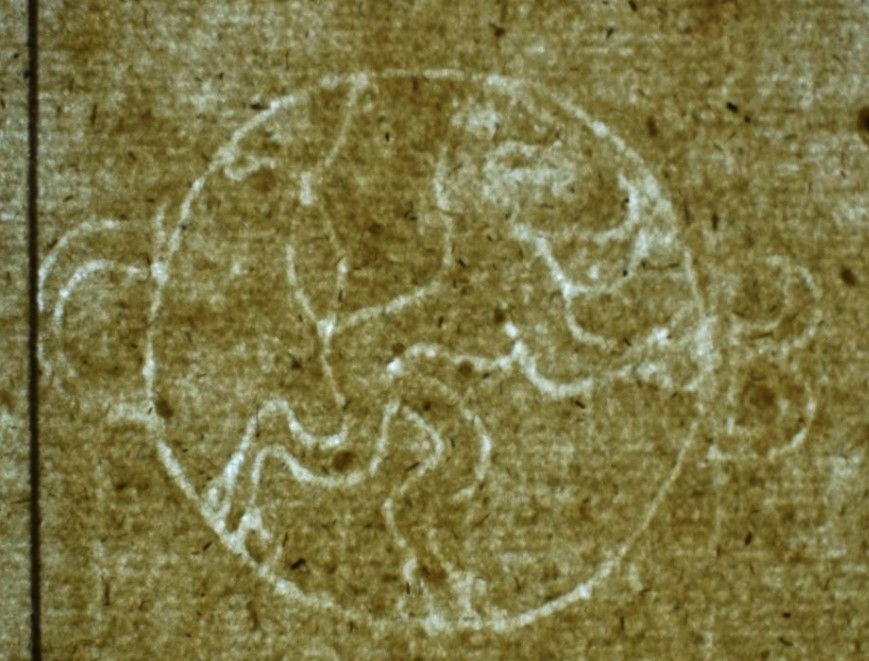
Niederzwönitzer Wasserzeichen von Conrad Beyer, um 1680

Hans Abt der Jüngere verkaufte die Papiermühle mit Mühlgraben und Wehr 1660 an Joachim Loth von Schönberg. Die Papiermühle wurde fortan von Pächtern betrieben. Ab 1660 betrieb der Niederzwönitzer Papiermachermeister Merten Greffner die Mühle. Von 1666 an war Conrad Beyer zunächst als Papiermachermeister und ab 1672 als Pächter tätig. Ab 1673 gehörte die Papiermühle Niederzwönitz zusammen mit den Papiermühlen in Oberschlema, Freiberg und Lossnitz zur Vereinigung der vier, mit der Aufnahme der Zwönitzer Papiermühle 1676, fünf privilegierten Papiermühlen. Es wurden Vereinbarungen bezüglich des Lumpensammelns und der den Mühlen zustehenden Sammelreviere getroffen. Außerdem wurde ein Sechs-Meilen-Radius um die betreffenden Betriebe festgelegt, in dem keine Neuen Papiermühlen gegründet werden sollten und keine Lumpen durch nicht privilegierte Mühlen gesammelt werden durften. 1690 übernimmt Christian Vodel die Pacht, dem 1700 Paul Lenk nachfolgte. Ab 1708 ist Peter Bochmann als Pächter nachweisbar. Der in Niederzwönitz geborene Gottfried Decker war der letzte Pächter der Papiermühle. 1751 kaufte er das Mühlengrundstück zusammen mit einem von den vorherigen Pächtern bewirtschafteten Bauerngut aus dem Besitz des noch minderjährigen Moritz Friedrich von Schönberg für 1700 Taler und bewirtschaftete den Besitz bis zu seinem Tod 1764. Deckers Tochter Anna Maria Sophia Wunnerlich ist bis 1766 als Besitzerin geführt. Es folgte der Verkauf der Papiermühle ohne das bis dahin zugehörige Mühlengut an den Papiermachermeister Christian Gottlob Kircheisen aus Breitenbrunn. 1781 wurde unter Kircheisen im Erdgeschoss des Papiermühlengebäudes ein Stall eingerichtet, der einen bescheidenen landwirtschaftlichen Betrieb ermöglichen und das frühere Mühlengut ersetzen sollte. Es erfolgten weitere An- und Umbauten, die durch einen erhaltenen Schlussstein mit der Angabe „CGK 1781“ bezeugt sind. Nach dem Tod Kircheisens 1788 wurde die Papiermühle durch seine Frau Johanna Christina (wiederverehelicht Walther) von der Erbengemeinschaft gekauft und weitergeführt. 1808 erfolgte schuldenbedingt der Verkauf an den Papiermacher Gottlob Traugott Käferstein. 1840, nach dem Tod des Besitzers, erfolgte die öffentliche Versteigerung der Papiermühle. Die Versteigerungsurkunde liefert eine erste detaillierte Beschreibung der Mühlengebäude. Die Hauptgebäude folgen zu diesem Zeitpunkt bereits grob dem heute erhaltenen Grundriss. Der südliche Teil der Papiermühle wird jedoch als einstöckiges, nur in Teilen massiv errichtetes und holzgedecktes Schirrgebäude charakterisiert. Der Kopfbau, der heute den Verwaltungstrakt des Museums beherbergt, nimmt zu diesem Zeitpunkt noch eine kleinere Fläche ein und ist als verbretterter Schuppen ausgeführt. Ferner wird ein weiteres, freistehendes Wohnhaus erwähnt, von dem sich nichts erhalten hat.

### Die Transformation zur Pappenfabrik
Bei der Versteigerung erhielt der Papiermacher Friedrich August Schütz den Zuschlag, der sich infolgedessen mit der Tochter Gottlob Traugott Käfersteins verheiratet. 1847 genehmigte das Adelig-Schönbergische Gericht zu Niederzwönitz den Betrieb der Papiermühle als Pappenfabrik durch Schütz. Es folgte ein umfassender Um- und Ausbau der Papiermühle. Das noch in der Verkaufsurkunde von 1840 aufgeführte Stampfwerk wurde entfernt und eine Pappenmaschine wurde angeschafft. Das Schirrgebäude erhielt ein Obergeschoss und der westlich an das Schirrgebäude angesetzte zweistöckige Schuppen wurde auf größerem Grundriss in massiver Ausführung erneuert. Der gesamte Fabrikkomplex erhielt infolgedessen den charakteristischen schiefergedeckten, zweistöckigen Trockenboden. Die Wetterfahne auf dem Kopfbau mit der Jahreszahl 1868 zeigt den Abschluss der Arbeiten an. Fortan diente die Herstellung von Papier nur noch zur Erfüllung älterer Lieferverpflichtungen und als Nebenerwerb.
1853 verkaufte der inzwischen schwer erkrankte Friedrich August Schütz den Betrieb an seine Frau. Er verstarb kurze Zeit später. Auguste Henriette heiratete 1854 den aus Einsiedel stammenden Franz Wilhelm Käferstein. Käferstein übernahm den Betrieb der Pappenfabrik und führte die unter Schütz begonnenen Umbauarbeiten zu Ende. Er nahm ab 1865 seinen Schwiegersohn Julius Reinhard Wintermann als Mitinhaber in den Betrieb auf. Mit dem Tod Käfersteins übernahm Julius Reinhard Wintermann die Geschäfte als alleiniger Besitzer und führte fortan den Firmennamen „Reinhard Wintermann, Feinpappenfabrik“.

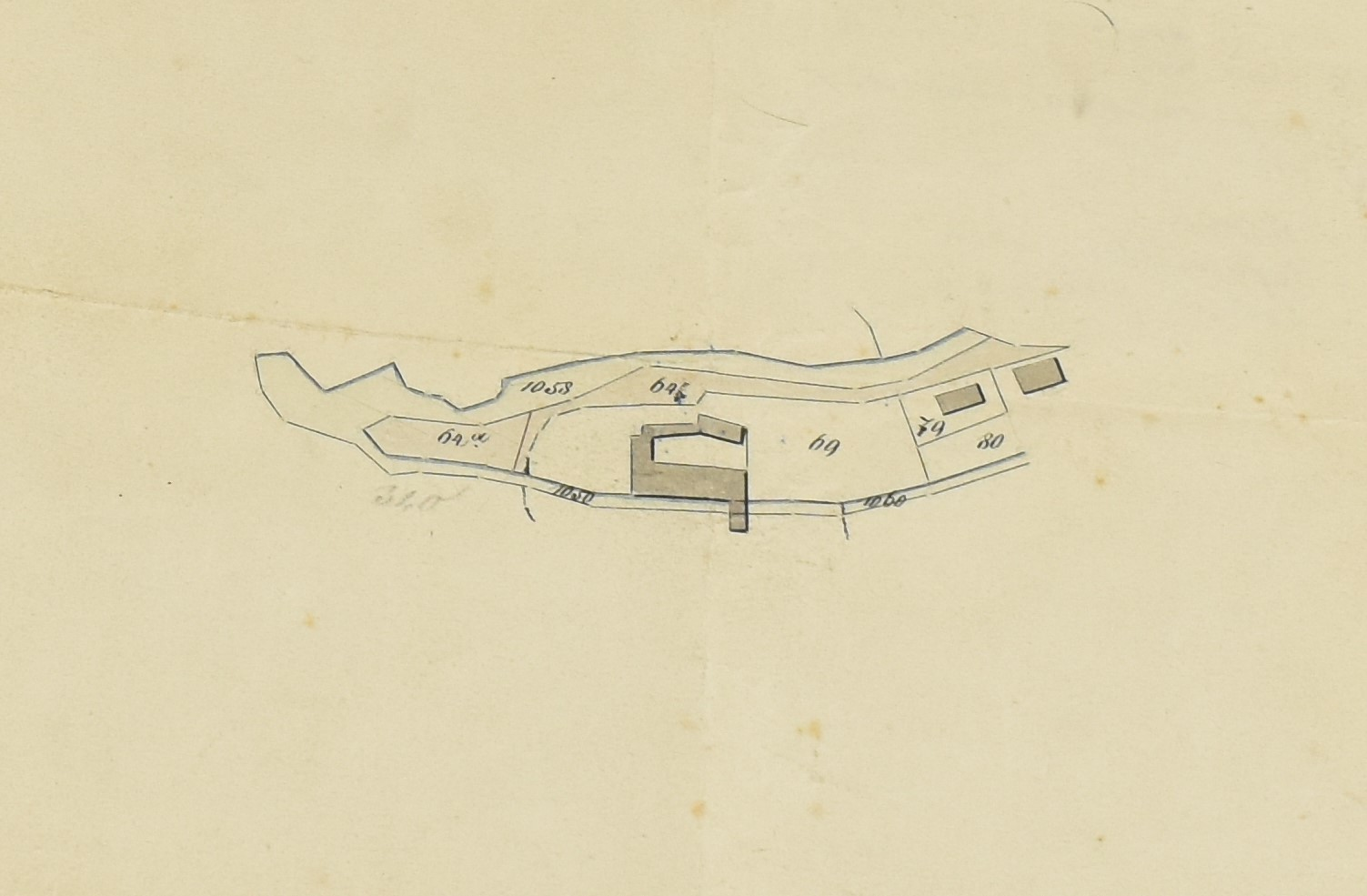
Grundriss der Papiermühle und der zugehörigen Gebäude von 1840
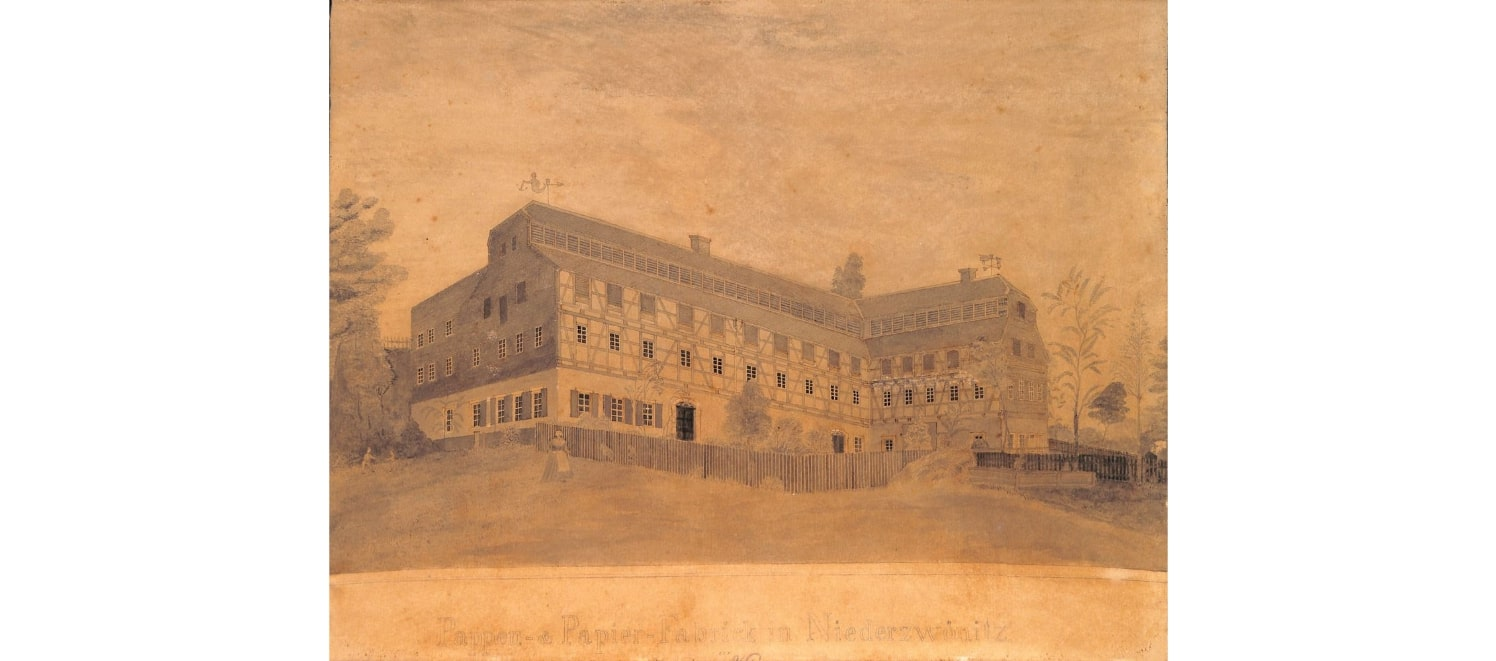
Zeichnung der Papiermühle Niederzwönitz aus dem Jahr 1870
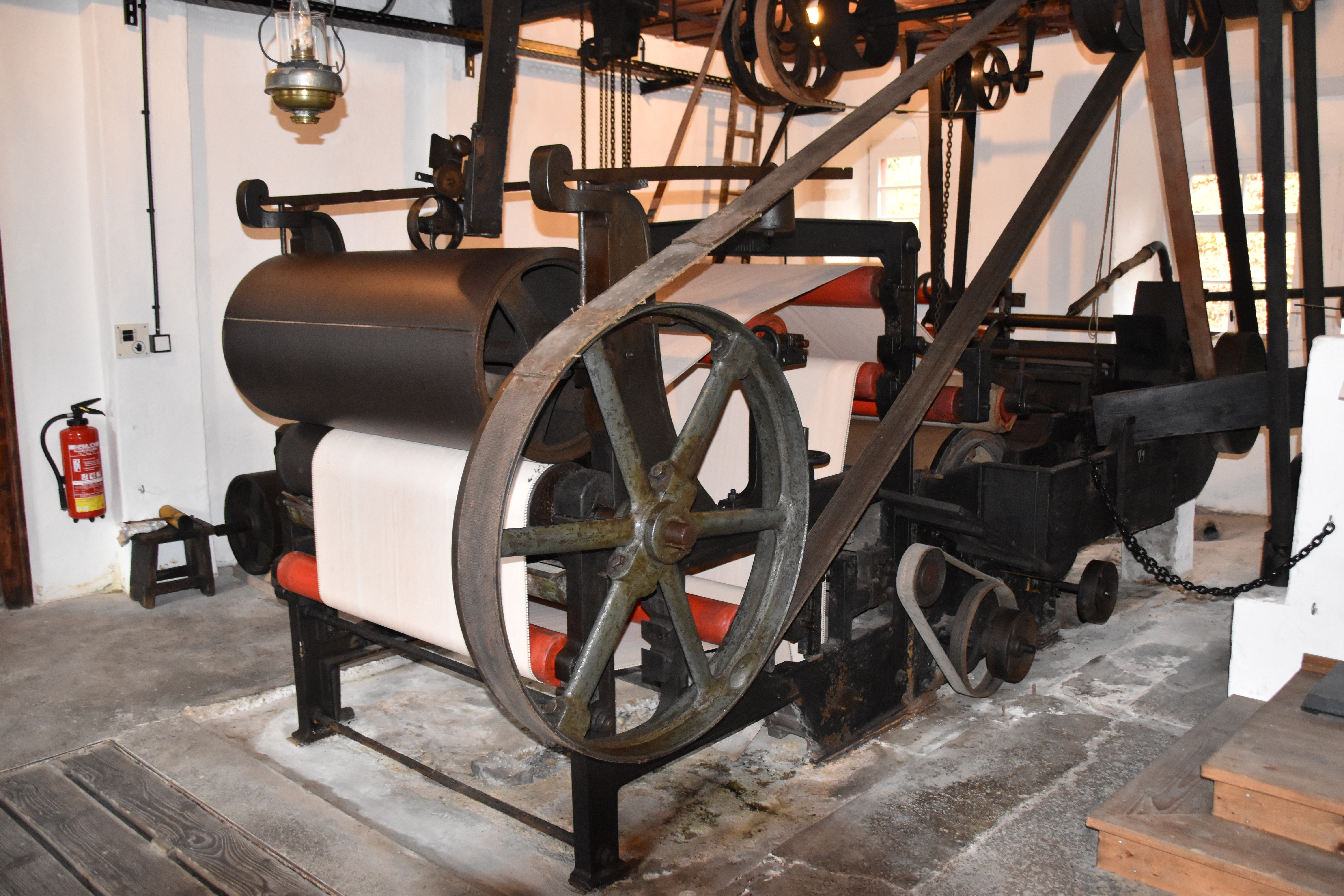
Pappenmaschine in der Papiermühle Niederzwönitz, hergestellt um 1850, modifiziert 1884 und 1890
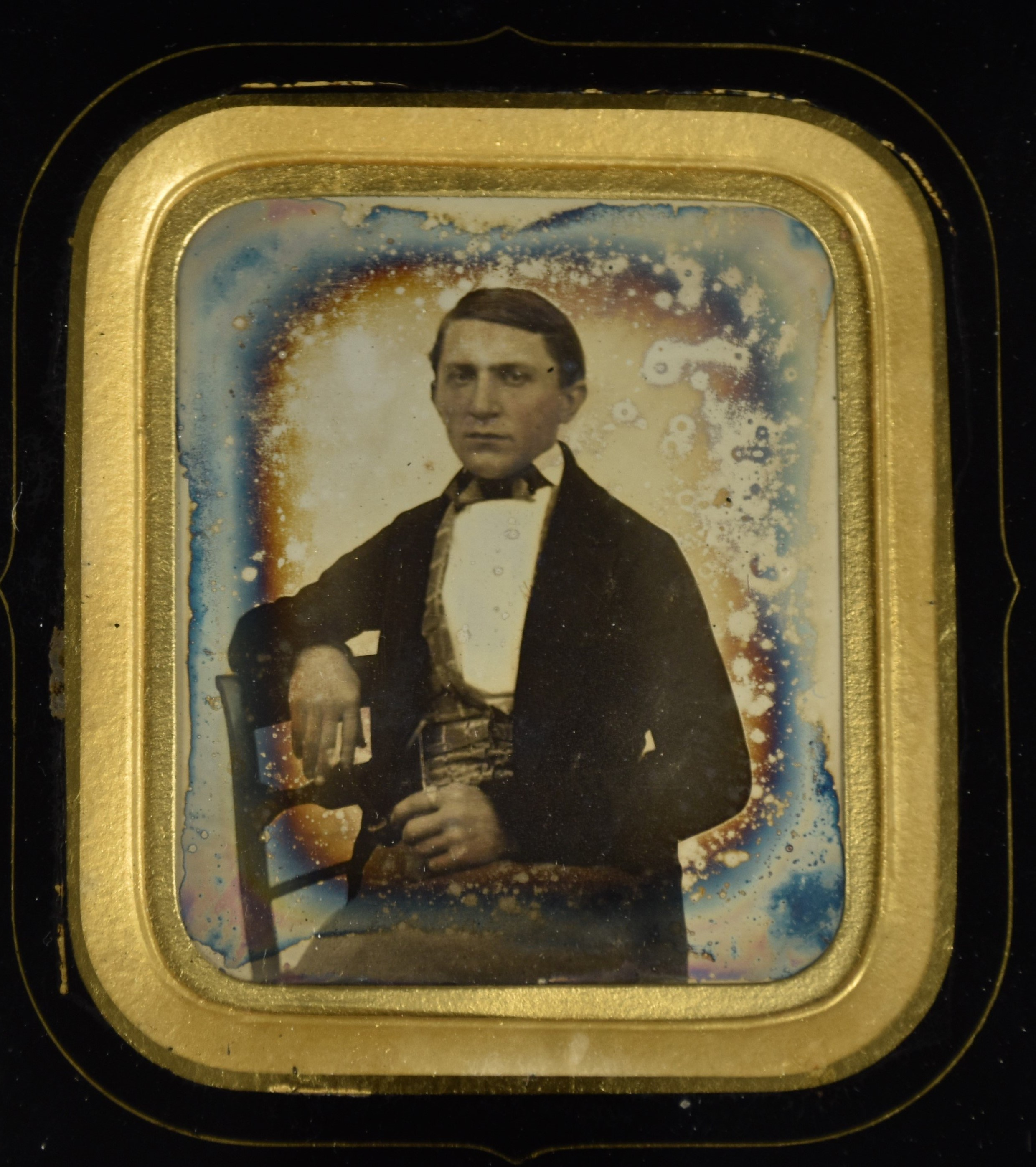
Julius Reinhard Wintermann im Alter von 20 Jahren

Unter dem 1899 verstorbenen Wintermann wurde 1890 der bis heute betriebsfähige Lastenaufzug eingebaut. Das Unternehmen blieb im Besitz der Familie. Bauliche Veränderungen betrafen fortan ausschließlich die Produktionslinie. So wurde der Maschinenpark zwischen 1904 und 1928 um einen Kollergang, eine neue Nasspresse, einen Kugelkocher und einen dampfbeheizten Trockenkanal erweitert. Um das neue Großgerät betreiben zu können, erfolgte in diesem Zusammenhang der Bau eines zweiten, leistungsstärkeren Wasserrades. Als Rohstoff diente fast ausschließlich Altpapier. Hergestellt wurden hauptsächlich, jeweils angepasst an die aktuelle Nachfrage, Graupappen, Matrizenpappen und Hartpappen für weiterverarbeitende Industrien wie etwa die Schuh-, Möbel- und Verpackungsindustrie. Um den gesteigerten Qualitätsansprüchen der Abnehmer der Niederzwönitzer Pappen entsprechen zu können, wird 1938 als letztes Großgerät unter Aufnahme hoher Kredite ein Friktionsglättwerk angeschafft. Nach 1945 wird die Fabrik weiterhin als Familienunternehmen geführt. Eine Verstaatlichung findet nicht statt. 1953 werden Gebäude und Maschinenpark im laufenden Betrieb unter Denkmalschutz gestellt. 1954 zerstört ein Hochwasser das Wehr und Teile des Mühlgrabens. Trotzdem läuft die Produktion weiter, bis sich Eugen Winterman, der letzte Besitzer der Fabrik, teils altersbedingt, teils mit Blick auf die schwindende Rentabilität des Unternehmens, 1972 zur Ruhe setzt. Die Papiermühle wird mit dem gesamten Produktionsinventar an die Stadt Zwönitz verkauft.

### Das Technische Museum Papiermühle Niederzwönitz
Bereits im Vorfeld des Verkaufs der Papiermühle an die Stadt Zwönitz wurden Überlegungen angestellt, die Mühlengebäude inklusive Maschinenpark als Technisches Denkmal zu bewahren und als Schauanlage betriebsfähig zu halten. 1974 wurde unter Zusammenarbeit des Instituts für Denkmalpflege der DDR mit dem Rat der Stadt Zwönitz und der lokalen Ortsgruppe des Kulturbundes der DDR mit Sanierungs-, Konservierungs- und Ertüchtigungsarbeiten begonnen. Nahezu zeitgleich und unter maßgeblicher Mitwirkung des Leiters des Deutschen Buch- und Schriftmuseums, Wolfgang Schlieder, wurde die Konzeption der künftigen Schauanlage vorangetrieben. Das Museum öffnete nach neunjähriger Bauzeit 1984 seine Türen. Die Leitung übernahm Eckhard Stölzel. Den Kern der Ausstellung bildete der Maschinenpark, der im Rahmen von Führungen vorgeführt wird. Eine erste Ausstellung zur Papiergeschichte lieferte einen Überblick über die Kulturgeschichte des Beschreibstoffes. Zwischen 1987 und 1991 wurde in dem separat stehenden Trockenschuppen zu museumspädagogischen Zwecken eine Papiermacherwerkstatt nach historischem Vorbild eingerichtet. Zu diesem Zweck wurde ein Stampfwerk aus einer Ölmühle in Müdisdorf ausgebaut und nach Niederzwönitz transloziert.
Nach 1992 wurde im Erdgeschoss des nördlichen Gebäudeteils ein Restaurant eingerichtet. In den darüber befindlichen ehemaligen Wohnräumen fanden in der Folgezeit schrittweise Renovierungen statt, um neue Ausstellungsflächen gewinnen zu können. Es entstanden Schauräume zur Handwerks- und Industriegeschichte der Stadt Zwönitz. Zuletzt wurde ein erzgebirgisches Volkskunstzimmer eingerichtet.
Zwischen 2018 und 2020 fand eine erste großangelegte Sanierung, Restaurierung und Modernisierung des Museums statt. Die neue Dauerausstellung wurde im Juli 2020 eröffnet und legt den Fokus, orientiert an den jüngsten Maschinen, auf die Arbeits- und Lebensumstände der Fabrikantenfamilie in den 1930er Jahren. Ab 2025 soll ein weiterer Ausstellungsteil wesentliche Daten zu den Niederzwönitzer Wasserzeichen und zur Geschichte der Papiermühle vor 1840 vermitteln. Es finden regelmäßige Sonderausstellungen mit thematischem Bezug zu den Werkstoffen Papier, Karton und Pappe statt.

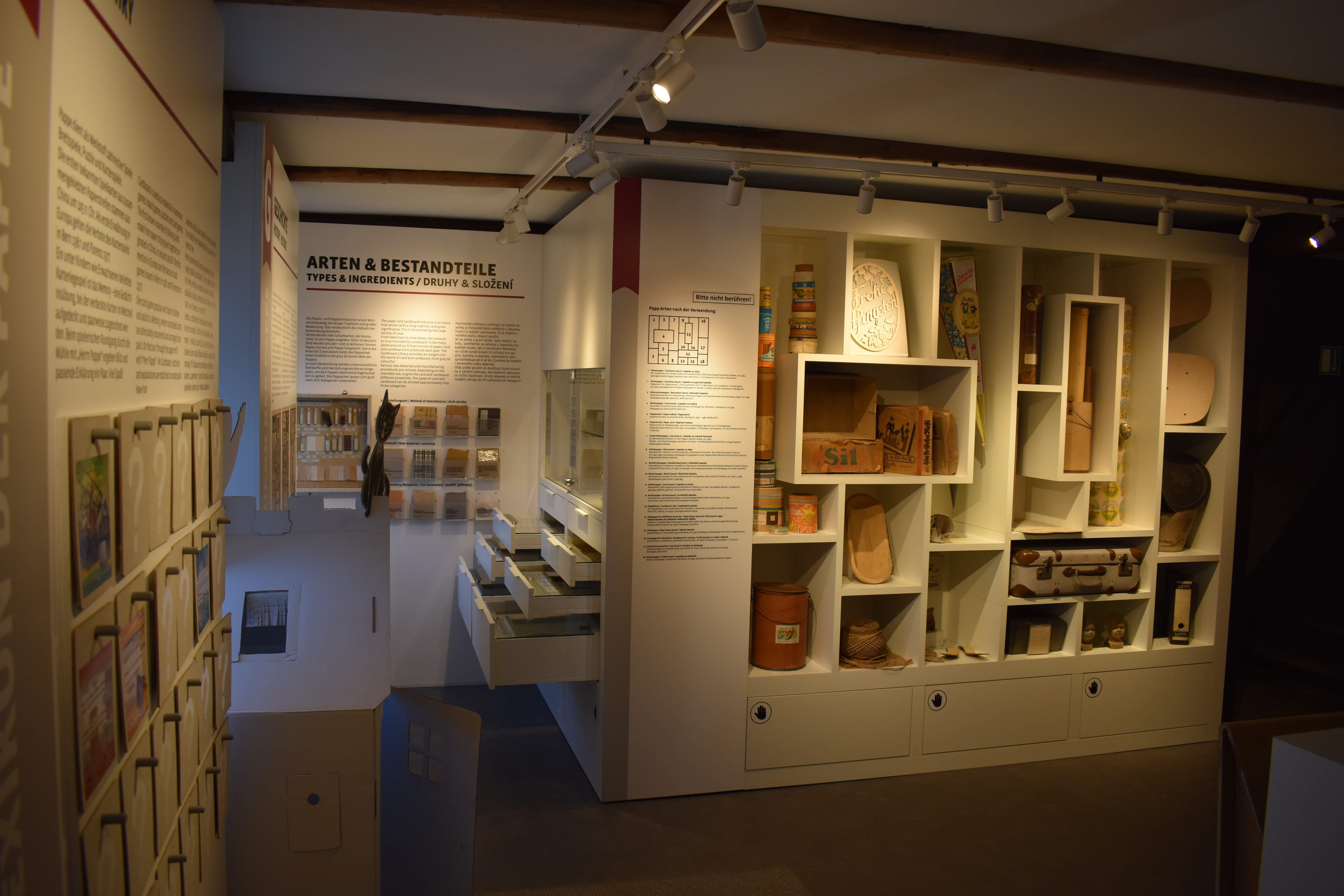
Die Pappothek soll einen diachronen Überblick über die vielseitigen Einsatzmöglichkeiten des Werkstoffes Pappe vermitteln
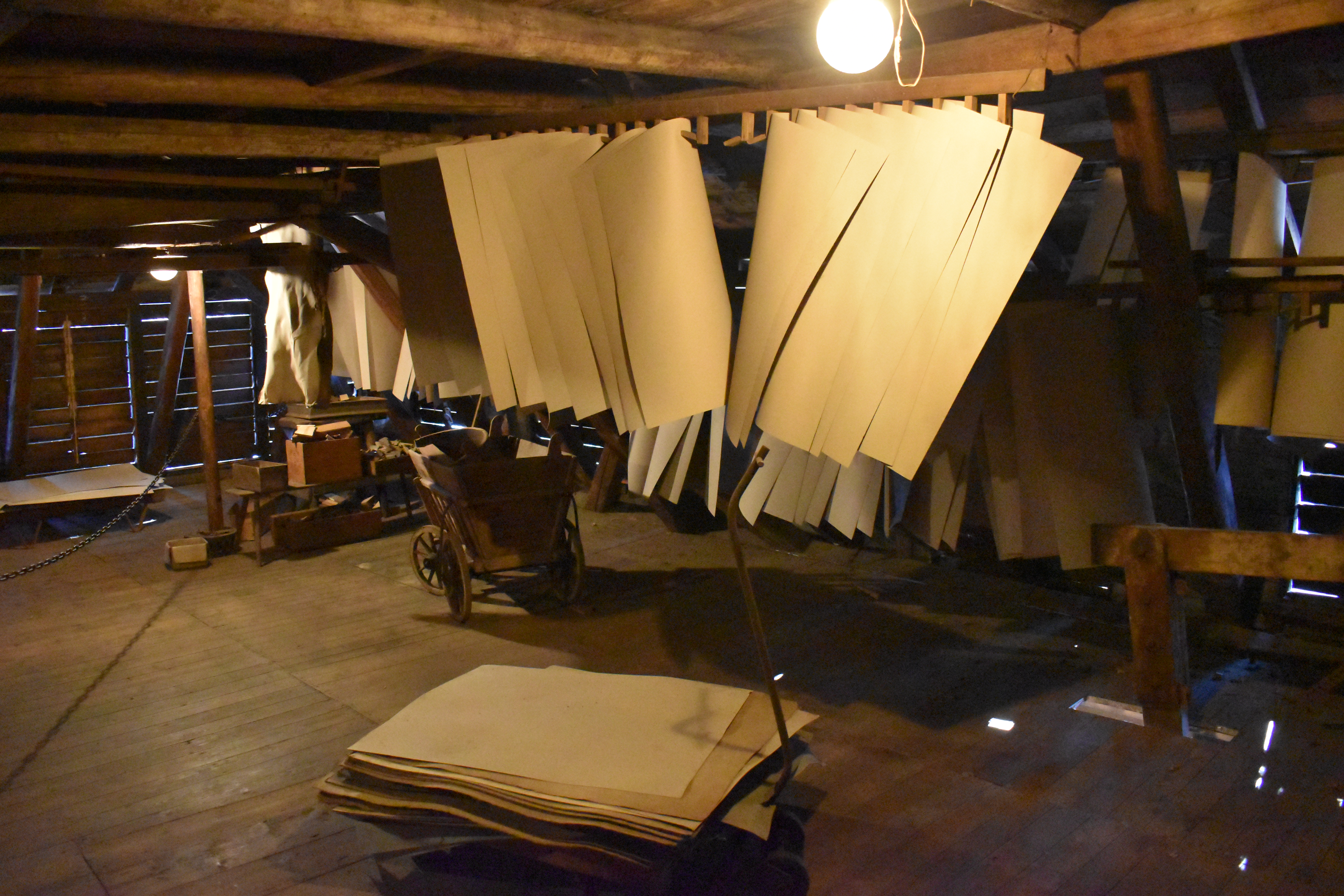
Blick in den südlichen Teil des unteren Trockenbodens
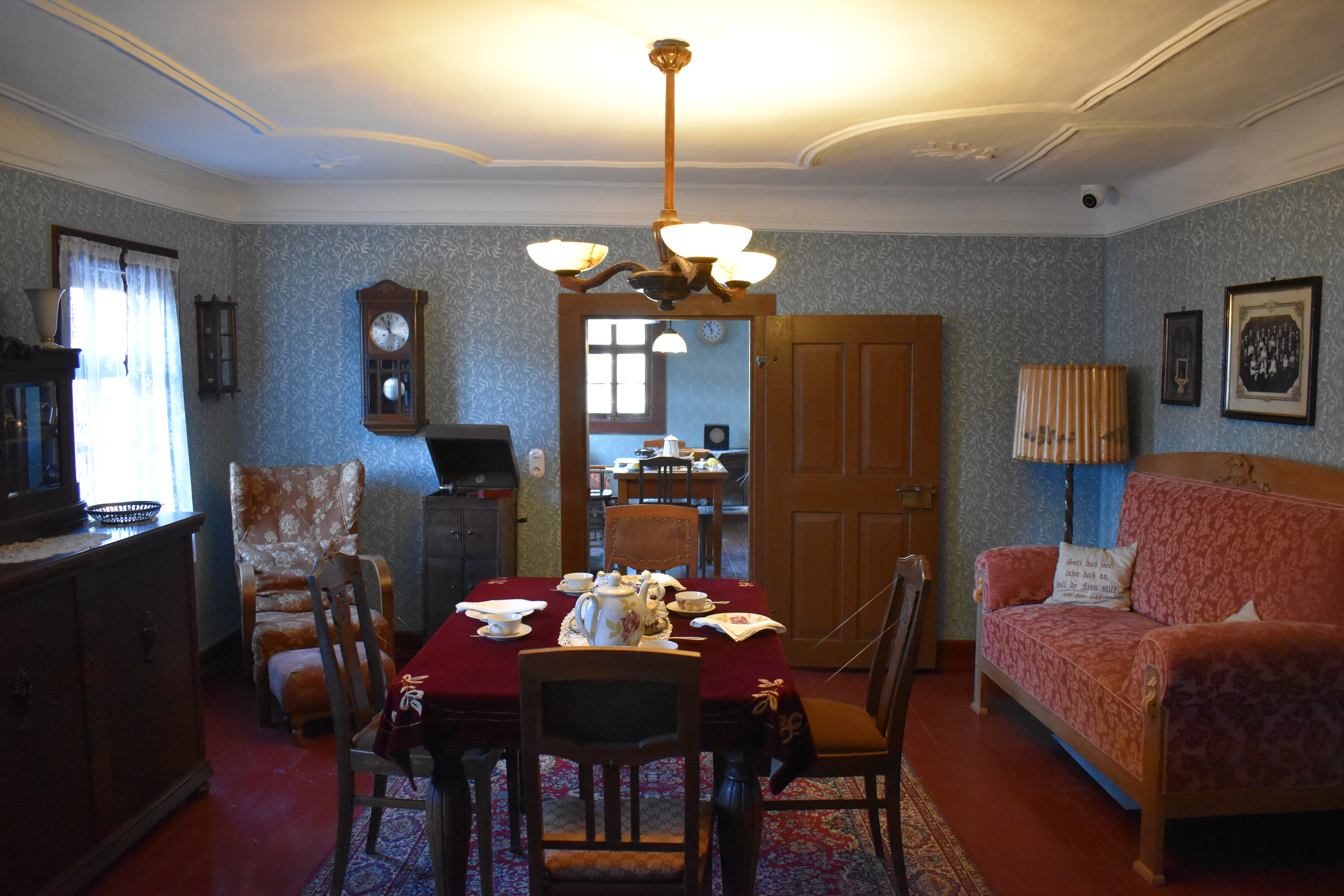
Blick in die nachgestellten Wohnräume der Fabrikbesitzer

Seit 2019 ist die Papiermühle Niederzwönitz assoziierte Stätte des UNESCO-Welterbes Montanregion Erzgebirge/Krušné hory. Seit 2023 ist die Papiermühle Niederzwönitz, zusammen mit den Papiermühlen in Homburg in Bayern, Velké Losiny in Tschechien, Duszniki-Zdrój in Polen, Cappellades in Spanien und Pescia in Italien, Teil einer multinationalen Initiative zur Nominierung eines UNESCO-Weltkulturerbes „Europäische Papiermühlen“. Das Projekt wurde am 15. April 2024 in die deutsche Tentativliste eingetragen.
Seit 2020 wird das Technische Museum Papiermühle Niederzwönitz als Teil des Museumsverbundes Heimatwelten Zwönitz von der Museologin und Denkmalpflegerin Paula Stötzer geleitet.